# Список награждённых орденом Франциска Скорины (2007—2016)

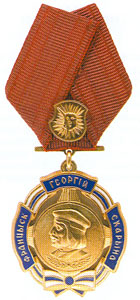
Орден Франциска Скорины

Орден Франциска Скорины (бел. Ордэн Францыска Скарыны) — один из орденов Республики Беларусь. Учреждён Верховным Советом Республики Беларусь в 1995 году. Присуждается за вклад в развитие белорусской культуры, за гуманитарную, благотворительную деятельность. Первое награждение состоялось в 1997 году. На 1 января 2017 года число награждённых — 208 человек.
В данном списке представлены награждённые за второе десятилетие существования ордена.

## За 2007 год
Число награждённых — 10 человек.
| № п/п | Стра на       | Фотография | Фамилия Имя Отчество           | Должность либо профессия на момент награждения                                                                                                  | Дата награждения     | Номер Указа Президента Республики Беларусь | За что награждён |
| ----- | ------------- | ---------- | ------------------------------ | --- | -------------------- | ------------------------------------------ | --- |
| 102   | Флаг Беларуси |            | Валентина Ивановна Гаевая      | директор — художественный руководитель государственного учреждения «Белорусский государственный заслуженный хореографический ансамбль «Хорошки» | 22 февраля 2007 года | — 2007 г., № 53, 1/8382 100                | За многолетнюю плодотворную работу, высокий профессионализм, заслуги в педагогической, научной деятельности, значительный личный вклад в развитие охраны здоровья, культуры, выдающиеся достижения в государственной и общественной деятельности                                                              |
| 103   | Флаг Беларуси |            | Иосиф Витольдович Романовский  | декан медико-профилактического факультета учреждения образования «Белорусский государственный медицинский университет»                          | 22 февраля 2007 года | — 2007 г., № 53, 1/8382 100                | За многолетнюю плодотворную работу, высокий профессионализм, заслуги в педагогической, научной деятельности, значительный личный вклад в развитие охраны здоровья, культуры, выдающиеся достижения в государственной и общественной деятельности                                                              |
| 104   | Флаг Беларуси |            | Павел Изотович Якубович        | главный редактор, работник учреждения Администрации Президента Республики Беларусь «Редакция газеты «Советская Белоруссия»                      | 9 августа 2007 года  | — 2007 г., № 196, 1/8814 380               | За многолетнюю плодотворную работу в печати, значительный личный вклад в развитие белорусской журналистики |
| 105   | Флаг Беларуси |            | Владимир Иванович Адамушко     | директор Департамента по архивам и делопроизводству Министерства юстиции                                                                        | 30 августа 2007 года | — 2007 г., № 213, 1/8847 395               | За значительный личный вклад в выполнение прогнозных показателей социально-экономического развития, достижение высокой производительности труда, мужество и отвагу, проявленные при спасении людей, заслуги в воинской службе, в развитии строительной отрасли, науки, образования, культуры                  |
| 106   | Флаг Беларуси |            | Владимир Степанович Липский    | главный редактор учреждения «Редакция журнала «Вясёлка»                                                                                         | 30 августа 2007 года | — 2007 г., № 213, 1/8847 395               | За значительный личный вклад в выполнение прогнозных показателей социально-экономического развития, достижение высокой производительности труда, мужество и отвагу, проявленные при спасении людей, заслуги в воинской службе, в развитии строительной отрасли, науки, образования, культуры                  |
| 107   | Флаг Беларуси |            | Борис Михайлович Хрусталев     | ректор Белорусского национального технического университета                                                                                     | 30 августа 2007 года | — 2007 г., № 213, 1/8847 395               | За значительный личный вклад в выполнение прогнозных показателей социально-экономического развития, достижение высокой производительности труда, мужество и отвагу, проявленные при спасении людей, заслуги в воинской службе, в развитии строительной отрасли, науки, образования, культуры                  |
| 108   | Флаг России   |            | Юрий Николаевич Григорович     | заведующий кафедрой хореографии и балетоведения Московской государственной академии хореографии                                                 | 28 декабря 2007 года | — 2008 г., № 5, 1/9267 675                 | За многолетний плодотворный труд, высокое профессиональное мастерство, достижение значительных производственных показателей, мужество и отвагу, проявленные при исполнении служебных обязанностей, заслуги в развитии судебного дела, машиностроения, строительной отрасли, здравоохранения, науки и культуры |
| 109   | Флаг Беларуси |            | Пётр Викторович Дроздов        | председатель Витебского горисполкома | 28 декабря 2007 года | — 2008 г., № 5, 1/9267 675                 | За многолетний плодотворный труд, высокое профессиональное мастерство, достижение значительных производственных показателей, мужество и отвагу, проявленные при исполнении служебных обязанностей, заслуги в развитии судебного дела, машиностроения, строительной отрасли, здравоохранения, науки и культуры |
| 110   | Флаг Беларуси |            | Владимир Васильевич Русакевич  | Министр информации | 28 декабря 2007 года | — 2008 г., № 5, 1/9267 675                 | За многолетний плодотворный труд, высокое профессиональное мастерство, достижение значительных производственных показателей, мужество и отвагу, проявленные при исполнении служебных обязанностей, заслуги в развитии судебного дела, машиностроения, строительной отрасли, здравоохранения, науки и культуры |
| 111   | Флаг Беларуси |            | Александр Леонидович Зимовский | Председатель Национальной государственной телерадиокомпании                                                                                     | 31 декабря 2007 года | — 2008 г., № 5, 1/9328 709                 | За высокие достижения в профессиональной деятельности, значительный личный вклад в подготовку и обеспечение успешного участия белорусских исполнителей в детских конкурсах песни «Евровидение» |

## За 2008 год
Число награждённых — 18 человек.
| № п/п | Стра на       | Фотография | Фамилия Имя Отчество             | Должность либо профессия на момент награждения | Дата награждения     | Номер Указа Президента Республики Беларусь | За что награждён |
| ----- | ------------- | ---------- | -------------------------------- | --- | -------------------- | ------------------------------------------ | --- |
| 112   | Флаг Беларуси |            | Михаил Антонович Козинец         | главный дирижёр Национального академического народного оркестра Республики Беларусь имени И. Жиновича учреждения «Белорусская государственная ордена Трудового Красного Знамени филармония»                                | 19 февраля 2008 года | — 2008 г., № 44, 1/9472 99                 | За высокое профессиональное мастерство, достижение значительных производственных показателей, образцовое выполнение должностных обязанностей, заслуги в государственной деятельности, в области науки, образования, культуры, дорожного строительства, медицинского обслуживания населения |
| 113   | Флаг Беларуси |            | Анатолий Тихонович Глаз          | заместитель председателя Могилёвского облисполкома | 18 марта 2008 года   | — 2008 г., № 68, 1/9552 160                | За высокие достижения в производственной и социально-культурной сферах, значительный личный вклад в решение задач экономического развития, заслуги в укреплении обороноспособности страны |
| 114   | Флаг Беларуси |            | Григорий Семёнович Сороко        | директор учреждения образования «Молодечненское государственное музыкальное училище имени М. К. Огинского» | 18 марта 2008 года   | — 2008 г., № 68, 1/9552 160                | За высокие достижения в производственной и социально-культурной сферах, значительный личный вклад в решение задач экономического развития, заслуги в укреплении обороноспособности страны |
| 115   | Флаг Беларуси |            | Анатолий Константинович Сульянов | писатель | 18 марта 2008 года   | — 2008 г., № 68, 1/9552 160                | За высокие достижения в производственной и социально-культурной сферах, значительный личный вклад в решение задач экономического развития, заслуги в укреплении обороноспособности страны |
| 116   | Флаг Беларуси |            | Борис Федосеевич Герлован        | главный художник государственного учреждения «Национальный академический театр имени Янки Купалы» | 15 мая 2008 года     | — 2008 г., № 120, 1/9706 275               | За высокое профессиональное мастерство, образцовое выполнение должностных обязанностей, плодотворную общественную деятельность, достижение высоких производственных показателей, смелые и решительные действия по предотвращению и раскрытию преступлений, заслуги в развитии судебной системы, машиностроения, сельскохозяйственного производства, транспортной отрасли, строительного комплекса республики, науки, культуры, образования |
| 117   | Флаг Беларуси |            | Валентина Михайловна Крылович    | артистка хора высшей категории государственного учреждения «Национальный академический народный хор Республики Беларусь имени Г. И. Цитовича»                                                                              | 15 мая 2008 года     | — 2008 г., № 120, 1/9706 275               | За высокое профессиональное мастерство, образцовое выполнение должностных обязанностей, плодотворную общественную деятельность, достижение высоких производственных показателей, смелые и решительные действия по предотвращению и раскрытию преступлений, заслуги в развитии судебной системы, машиностроения, сельскохозяйственного производства, транспортной отрасли, строительного комплекса республики, науки, культуры, образования |
| 118   | Флаг Беларуси |            | Лев Поликарпович Лях             | дирижёр государственного театрально-зрелищного учреждения «Национальный академический Большой театр оперы Республики Беларусь»                                                                                             | 15 мая 2008 года     | — 2008 г., № 120, 1/9706 275               | За высокое профессиональное мастерство, образцовое выполнение должностных обязанностей, плодотворную общественную деятельность, достижение высоких производственных показателей, смелые и решительные действия по предотвращению и раскрытию преступлений, заслуги в развитии судебной системы, машиностроения, сельскохозяйственного производства, транспортной отрасли, строительного комплекса республики, науки, культуры, образования |
| 119   | Флаг Беларуси |            | Лариса Яковлевна Филимонихина    | судья Верховного Суда | 15 мая 2008 года     | — 2008 г., № 120, 1/9706 275               | За высокое профессиональное мастерство, образцовое выполнение должностных обязанностей, плодотворную общественную деятельность, достижение высоких производственных показателей, смелые и решительные действия по предотвращению и раскрытию преступлений, заслуги в развитии судебной системы, машиностроения, сельскохозяйственного производства, транспортной отрасли, строительного комплекса республики, науки, культуры, образования |
| 120   | Флаг России   |            | Виктор Гаврилович Захарченко     | генеральный директор — художественный руководитель государственного научно-творческого учреждения Краснодарского края «Кубанский казачий хор»                                                                              | 10 июля 2008 года    | — 2008 г., № 171, 1/9858 369               | За значительный личный вклад в развитие культурных связей между Республикой Беларусь и Российской Федерацией |
| 121   | Флаг России   |            | Валентин Михайлович Сидоров      | председатель Всероссийской творческой общественной организации «Союз художников России» | 10 июля 2008 года    | — 2008 г., № 171, 1/9858 369               | За значительный личный вклад в развитие культурных связей между Республикой Беларусь и Российской Федерацией |
| 122   | Флаг Беларуси |            | Владимир Михайлович Сергейчик    | заместитель директора по производственному обучению учреждения образования «Гродненский государственный колледж искусств»                                                                                                  | 10 июля 2008 года    | — 2008 г., № 171, 1/9859 370               | За многолетний плодотворный труд, высокое профессиональное мастерство, заслуги в развитии национальной культуры и искусства, образования, науки, физической культуры и спорта, храбрость и личную храбрость, проявленные при исполнении служебных обязанностей |
| 123   | Флаг Беларуси |            | Любовь Григорьевна Румянцева     | ведущий мастер сцены театра-студии киноактёра республиканского унитарного предприятия «Национальная киностудия «Беларусьфильм»                                                                                             | 2 сентября 2008 года | — 2008 г., № 212, 1/10025 488              | За высокий профессионализм, многолетнюю плодотворную работу в области охраны здоровья, науки, культуры, искусства, нефтяной промышленности, строительства, своевременный ввод в эксплуатацию участка метро от станции «Восток» до станции «Уручье» |
| 124   | Флаг России   |            | Юрий Абрамович Башмет            | художественный руководитель и главный дирижёр Государственного симфонического оркестра «Новая Россия» | 6 октября 2008 года  | — 2008 г., № 248, 1/10092 540              | За значительный личный вклад в развитие белорусско-российских культурных связей, пропаганду классического музыкального искусства |
| 125   | Флаг Беларуси |            | Валентин Владимирович Дудкевич   | директор — художественный руководитель государственного учреждения «Заслуженный коллектив Республики Беларусь Государственный ансамбль танца Беларуси»                                                                     | 14 октября 2008 года | — 2008 г., № 249, 1/10118 558              | За многолетний плодотворный труд, достижение высоких производственных показателей, профессиональное мастерство, значительный вклад в развитие современных информационных технологий, заслуги в развитии образования, здравоохранения, культуры, искусства, образцовое исполнение должностных обязанностей |
| 126   | Флаг Беларуси |            | Борис Михайлович Пенчук          | профессор кафедры оркестрового дирижирования учреждения образования «Белорусская государственная академия музыки»» | 14 октября 2008 года | — 2008 г., № 249, 1/10118 558              | За многолетний плодотворный труд, достижение высоких производственных показателей, профессиональное мастерство, значительный вклад в развитие современных информационных технологий, заслуги в развитии образования, здравоохранения, культуры, искусства, образцовое исполнение должностных обязанностей |
| 127   | Флаг России   |            | Александр Иванович Батыгин       | шеф-редактор периодического издания Совета Министров Союзного государства — газеты «Союз. Беларусь — Россия» | 14 октября 2008 года | — 2008 г., № 249, 1/10121 561              | За большой личный вклад в укрепление белорусско-российских дружественных отношений, профессиональную и творческую деятельность по созданию единого информационного пространства |
| 128   | Флаг Беларуси |            | Леонид Михайлович Некрашевич     | артист-вокалист высшей категории Академического ансамбля песни и танца Вооружённых Сил Республики Беларусь Государственного культурно-досугового учреждения «Центральный Дом офицеров Вооружённых Сил Республики Беларусь» | 4 декабря 2008 года  | — 2008 г., № 292, 1/10288 669              | За многолетний плодотворный труд, достижение высоких производственных показателей, значительный вклад в развитие культуры, образования, банковского дела, строительной отрасли, физической культуры и спорта, заслуги в воинской службе |

## За 2009 год
Число награждённых — 6 человек.
| № п/п | Стра на       | Фотография | Фамилия Имя Отчество           | Должность либо профессия на момент награждения | Дата награждения      | Номер Указа Президента Республики Беларусь | За что награждён |
| ----- | ------------- | ---------- | ------------------------------ | --- | --------------------- | ------------------------------------------ | --- |
| 129   | Флаг Беларуси |            | Владимир Васильевич Гниломёдов | главный научный сотрудник государственного научного учреждения «Институт языка и литературы имени Якуба Коласа и Янки Купалы Национальной академии наук Беларуси» | 6 февраля 2009 года   | — 2009 г., № 41, 1/10458 74                | За выдающиеся достижения в профессиональной деятельности, большой личный вклад в строительство и ввод в эксплуатацию социально значимых объектов, заслуги в развитии науки, сельского хозяйства, физической культуры и спорта, здравоохранения, реализации государственной политики в области трудовых отношений, мужество и отвагу, проявленные при исполнении служебных обязанностей |
| 130   | Флаг Беларуси |            | Валерий Данилович Анисенко     | директор — художественный руководитель государственного учреждения «Республиканский театр белорусской драматургии»                                                | 24 сентября 2009 года | — 2009 г., № 235, 1/10995 471              | За многолетний плодотворный труд, высокое профессиональное мастерство, умело организованные и осуществленные действия по выявлению и предотвращению преступлений, заслуги в развитии здравоохранения, науки, культуры, образования, транспорта, строительной отрасли, нефтяной промышленности, связи, спорта                                                                           |
| 131   | Флаг Беларуси |            | Валентина Васильевна Велюга    | учитель химии учреждения образования «Государственная среднеобразовательная средняя школа № 1 г. Лепеля»                                                          | 24 сентября 2009 года | — 2009 г., № 235, 1/10995 471              | За многолетний плодотворный труд, высокое профессиональное мастерство, умело организованные и осуществленные действия по выявлению и предотвращению преступлений, заслуги в развитии здравоохранения, науки, культуры, образования, транспорта, строительной отрасли, нефтяной промышленности, связи, спорта                                                                           |
| 132   | Флаг Беларуси |            | Борис Владимирович Ничков      | заведующий кафедрой деревянных духовых инструментов учреждения образования «Белорусская государственная академия музыки»                                          | 24 сентября 2009 года | — 2009 г., № 235, 1/10995 471              | За многолетний плодотворный труд, высокое профессиональное мастерство, умело организованные и осуществленные действия по выявлению и предотвращению преступлений, заслуги в развитии здравоохранения, науки, культуры, образования, транспорта, строительной отрасли, нефтяной промышленности, связи, спорта                                                                           |
| 133   | Флаг Беларуси |            | Александр Ануфриевич Савицкий  | член общественного объединения «Союз писателей Беларуси» | 2 ноября 2009 года    | — 2009 г., № 264, 1/11087 528              | За многолетний плодотворный труд, значительные достижения в профессиональной деятельности, заслуги в развитии науки, культуры, транспорта, спорта, здравоохранения, образования |
| 134   | Флаг Беларуси |            | Валерий Николаевич Черепица    | заведующий кафедрой истории славянских государств учреждения образования «Гродненский государственный университет имени Янки Купалы»                              | 2 ноября 2009 года    | — 2009 г., № 264, 1/11087 528              | За многолетний плодотворный труд, значительные достижения в профессиональной деятельности, заслуги в развитии науки, культуры, транспорта, спорта, здравоохранения, образования |

## За 2010 год
Число награждённых — 7 человек.
| № п/п | Стра на       | Фотография | Фамилия Имя Отчество             | Должность либо профессия на момент награждения | Дата награждения     | Номер Указа Президента Республики Беларусь | За что награждён |
| ----- | ------------- | ---------- | -------------------------------- | --- | -------------------- | ------------------------------------------ | --- |
| 135   | Флаг Беларуси |            | Инна Игоревна Зубрич             | член общественного объединения «Белорусский союз музыкальных деятелей» | 4 февраля 2010 года  | — 2010 г., № 42, 1/11370 61                | За образцовое исполнение должностных обязанностей, значительные достижения в научно-исследовательской деятельности, заслуги в педагогической и воспитательной работе, обеспечении соблюдения законности, большой вклад в развитие автомобильного транспорта, культуры, искусства             |
| 136   | Флаг Беларуси |            | Михаил Григорьевич Солопов       | профессор кафедры баяна и аккордеона учреждения образования «Белорусская государственная академия музыки» | 17 мая 2010 года     | — 2010 г., № 120, 1/11642 251              | За многолетний плодотворный труд, образцовое выполнение воинского долга, высокий профессионализм, заслуги в развитии строительной отрасли, сельского хозяйства, культуры, спорта, активную изобретательскую деятельность                                                                     |
| 137   | Флаг России   |            | Юрий Михайлович Антонов          | народный артист Российской Федерации | 29 июня 2010 года    | — 2010 г., № 158, 1/11755 338              | За большой личный вклад в укрепление культурных связей между Республикой Беларусь и Российской Федерацией |
| 138   | Флаг Беларуси |            | Николай Константинович Казакевич | художник-живописец, член общественного объединения «Белорусский союз художников» | 19 июля 2010 года    | — 2010 г., № 175, 1/11792 370              | За высокое профессиональное мастерство, значительный личный вклад в развитие дорожного строительства, промышленности, образования, здравоохранения, науки и культуры |
| 139   | Флаг Беларуси |            | Виктор Никонович Виноградов      | профессор кафедры дизайна, декоративно-прикладного искусства и технической графики учреждения образования «Витебский государственный университет имени П. М. Машерова»                                                               | 8 сентября 2010 года | — 2010 г., № 222, 1/11944 474              | За многолетний плодотворный труд, высокий профессионализм, образцовое выполнение воинского долга, личное мужество и отвагу, значительный личный вклад в газификацию республики, развитие спорта, промышленности, образования, культуры, государственной статистики, фармацевтической отрасли |
| 140   | Флаг Беларуси |            | Андрей Михайлович Заспицкий      | художник-скульптор, член общественного объединения «Белорусский союз художников» | 8 сентября 2010 года | — 2010 г., № 222, 1/11944 474              | За многолетний плодотворный труд, высокий профессионализм, образцовое выполнение воинского долга, личное мужество и отвагу, значительный личный вклад в газификацию республики, развитие спорта, промышленности, образования, культуры, государственной статистики, фармацевтической отрасли |
| 141   | Флаг Беларуси |            | Людмила Борисовна Ефимова        | главный дирижёр заслуженного коллектива Республики Беларусь «Государственная академическая хоровая капелла Республики Беларусь имени Г. Ширмы» учреждения «Белорусская государственная ордена Трудового Красного Знамени филармония» | 8 сентября 2010 года | — 2010 г., № 222, 1/11944 474              | За многолетний плодотворный труд, высокий профессионализм, образцовое выполнение воинского долга, личное мужество и отвагу, значительный личный вклад в газификацию республики, развитие спорта, промышленности, образования, культуры, государственной статистики, фармацевтической отрасли |

## За 2011 год
Число награждённых — 15 человек.
| № п/п | Стра на                            | Фотография | Фамилия Имя Отчество            | Должность либо профессия на момент награждения | Дата награждения     | Номер Указа Президента Республики Беларусь | За что награждён |
| ----- | ---------------------------------- | ---------- | ------------------------------- | --- | -------------------- | ------------------------------------------ | --- |
| 142   | Флаг Беларуси                      |            | Николай Афанасьевич Опиок       | руководитель студии военных художников государственного культурно-досугового учреждения «Центральный Дом офицеров Вооружённых Сил Республики Беларусь»                                                   | 21 февраля 2011 года | — 2011 г., № 24, 1/12356 58                | За многолетний плодотворный труд, высокий профессионализм, значительный личный вклад в развитие строительной отрасли, науки, культуры, образования, здравоохранения, спорта |
| 143   | Флаг Беларуси                      |            | Наталия Викторовна Гайда        | артистка-вокалистка, ведущий мастер сцены учреждения «Белорусский государственный академический музыкальный театр»                                                                                       | 21 февраля 2011 года | — 2011 г., № 24, 1/12356 58                | За многолетний плодотворный труд, высокий профессионализм, значительный личный вклад в развитие строительной отрасли, науки, культуры, образования, здравоохранения, спорта |
| 144   | Флаг Беларуси                      |            | Михаил Марьянович Гружевский    | директор государственного учреждения образования «Средняя общеобразовательная школа № 1 г. Ошмяны» | 23 мая 2011 года     | — 2011 г., № 60, 1/12556 209               | За высокие достижения в производственной и социально-культурной сферах, значительный личный вклад в выполнение прогнозных показателей социально-экономического развития республики в 2006-2010 годах |
| 145   | Флаг Беларуси                      |            | Анатолий Фёдорович Ковалёв      | профессор кафедры изобразительного искусства учреждения образования «Витебский государственный университет им. П. М. Машерова»                                                                           | 23 мая 2011 года     | — 2011 г., № 60, 1/12556 209               | За высокие достижения в производственной и социально-культурной сферах, значительный личный вклад в выполнение прогнозных показателей социально-экономического развития республики в 2006-2010 годах |
| 146   | Флаг Беларуси                      |            | Владимир Васильевич Гостюхин    | ведущий мастер сцены театра-студии киноактёра республиканского унитарного предприятия «Национальная киностудия «Беларусьфильм»                                                                           | 3 июня 2011 года     | — 2011 г., № 64, 1/12573 226               | За многолетний плодотворный труд, высокий профессионализм, значительный личный вклад в развитие строительного комплекса, жилищно-коммунального хозяйства, образования, здравоохранения, науки, культуры, спорта |
| 147   | Флаг Беларуси                      |            | Владимир Леонидович Зинкевич    | заведующий кафедрой монументально-декоративного искусства учреждения образования «Белорусская государственная академия искусств»                                                                         | 3 июня 2011 года     | — 2011 г., № 64, 1/12573 226               | За многолетний плодотворный труд, высокий профессионализм, значительный личный вклад в развитие строительного комплекса, жилищно-коммунального хозяйства, образования, здравоохранения, науки, культуры, спорта |
| 148   | Флаг Беларуси                      |            | Борис Владимирович Аракчеев     | член общественного объединения «Белорусский союз художников» | 2 августа 2011 года  | — 2011 г., № 88, 1/12740 343               | За образцовое выполнение должностных обязанностей, профессиональное мастерство, достижение высоких производственных показателей, заслуги в развитии нефтяной промышленности, энергетической системы, картографо-геодезического производства, лесного хозяйства, связи, образования, здравоохранения, культуры и спорта |
| 149   | Флаг Беларуси                      |            | Владимир Николаевич Яскевич     | артист духового оркестра государственного учреждения «Образцово-показательный оркестр Вооружённых Сил Республики Беларусь»                                                                               | 2 августа 2011 года  | — 2011 г., № 88, 1/12740 343               | За образцовое выполнение должностных обязанностей, профессиональное мастерство, достижение высоких производственных показателей, заслуги в развитии нефтяной промышленности, энергетической системы, картографо-геодезического производства, лесного хозяйства, связи, образования, здравоохранения, культуры и спорта |
| 150   | Флаг России                        |            | Владимир Фёдорович Шугля        | президент холдинговой компании «Мангазея», председатель Тюменской областной общественной организации «Союз — интеграция братских народов»                                                                | 7 октября 2011 года  | — 2011 г., № 115, 1/12984 453              | За значительный личный вклад в укрепление экономических и культурных связей между Республикой Беларусь и Российской Федерацией |
| 151   | Флаг Беларуси                      |            | Людмила Геннадьевна Ковалёва    | заместитель генерального директора закрытого акционерного общества «Столичное телевидение» | 26 октября 2011 года | — 2011 г., № 121, 1/13032 491              | За многолетний плодотворный труд, высокий профессионализм, личный вклад в развитие промышленности, авиации, лесного хозяйства, образования, здравоохранения, науки, культуры, спорта, личное мужество, храбрость и самоотверженность, проявленные при ликвидации чрезвычайных ситуаций                                 |
| 152   | Флаг Беларуси                      |            | Михаил Петрович Лебедик         | первый заместитель главного редактора учреждения Администрации Президента Республики Беларусь «Редакция газеты «Советская Белоруссия»                                                                    | 26 октября 2011 года | — 2011 г., № 121, 1/13032 491              | За многолетний плодотворный труд, высокий профессионализм, личный вклад в развитие промышленности, авиации, лесного хозяйства, образования, здравоохранения, науки, культуры, спорта, личное мужество, храбрость и самоотверженность, проявленные при ликвидации чрезвычайных ситуаций                                 |
| 153   | Флаг Беларуси                      |            | Леонид Константинович Захлевный | художественный руководитель заслуженного коллектива Республики Беларусь ансамбля народной музыки «Бяседа» творческого объединения музыкальных коллективов Национальной государственной телерадиокомпании | 23 ноября 2011 года  | — 2011 г., № 131, 1/13095 535              | За многолетний плодотворный труд, достижение высоких производственных показателей, заслуги в развитии лесного хозяйства, архитектуры, строительства, науки, образования, культуры и спорта |
| 154   | Флаг Беларуси                      |            | Владимир Андреевич Мищенчук     | декан театрального факультета учреждения образования «Белорусская государственная академия искусств» | 23 ноября 2011 года  | — 2011 г., № 131, 1/13095 535              | За многолетний плодотворный труд, достижение высоких производственных показателей, заслуги в развитии лесного хозяйства, архитектуры, строительства, науки, образования, культуры и спорта |
| 155   | Флаг Китайской Народной Республики |            | Лу Гуйчэн 卢桂成                | Чрезвычайный и Полномочный Посол Китайской Народной Республики в Республике Беларусь | 1 декабря 2011 года  | — 2011 г., № 136, 1/13127 565              | За большой личный вклад в развитие и укрепление политических, торгово-экономических, кредитно-инвестиционных, научно-технических и гуманитарных связей между Республикой Беларусь и Китайской Народной Республикой |
| 156   | Флаг Беларуси                      |            | Владимир Матвеевич Зданович     | депутат Палаты представителей Национального собрания Республики Беларусь четвёртого созыва | 6 декабря 2011 года  | — 2011 г., № 137, 1/13132 569              | За плодотворную государственную и общественную деятельность депутатов Палаты представителей Национального собрания Республики Беларусь четвёртого созыва, значительный вклад в развитие законодательства и парламентаризма                                                                                             |

## За 2012 год
Число награждённых — 8 человек.
| № п/п | Стра на             | Фотография | Фамилия Имя Отчество                     | Должность либо профессия на момент награждения | Дата награждения     | Номер Указа Президента Республики Беларусь | За что награждён |
| ----- | ------------------- | ---------- | ---------------------------------------- | --- | -------------------- | ------------------------------------------ | --- |
| 157   | Флаг Ирландии       |            | Уильям Джозеф Грант William Joseph Grant | руководитель и исполнительный директор ирландской благотворительной организации «Помощь Ирландии Чернобылю»                                                   | 6 января 2012 года   | — 2012 г., № 26, 1/13230 19                | За особые заслуги в гуманитарной и благотворительной деятельности |
| 158   | Флаг Беларуси       |            | Антонина Петровна Морова                 | председатель Постоянной комиссии Совета Республики Национального собрания Республики Беларусь по образованию, науке, культуре и социальному развитию          | 19 апреля 2012 года  | — 2012 г., № 47, 1/13462 195               | За многолетний плодотворный труд, достижение высоких производственных показателей, большой личный вклад в совершенствование правовой системы республики, образцовое исполнение должностных обязанностей, заслуги в воинской службе, развитии здравоохранения, социальной защиты населения, энергетической системы, науки, культуры, образования, сферы обслуживания и спорта |
| 159   | Флаг Беларуси       |            | Владимир Павлович Перлин                 | преподаватель по классу виолончели государственного учреждения образования «Республиканская гимназия-колледж при Белорусской государственной академии музыки» | 19 апреля 2012 года  | — 2012 г., № 47, 1/13462 195               | За многолетний плодотворный труд, достижение высоких производственных показателей, большой личный вклад в совершенствование правовой системы республики, образцовое исполнение должностных обязанностей, заслуги в воинской службе, развитии здравоохранения, социальной защиты населения, энергетической системы, науки, культуры, образования, сферы обслуживания и спорта |
| 160   | Флаг Великобритании |            | Дэрил Энн Хардман Daryl Ann Hardman      | руководитель британской благотворительной организации «Друзья Белорусского детского хосписа»                                                                  | 3 мая 2012 года      | — 2012 г., № 52, 1/13482 212               | За особые заслуги в гуманитарной и благотворительной деятельности |
| 161   | Флаг России         |            | Филипп Бедрос Киркоров                   | народный артист Российской Федерации | 18 мая 2012 года     | — 2012 г., № 58, 1/13515 235               | За значительный личный вклад в развитие и укрепление белорусско-российских культурных связей, высокое исполнительное мастерство |
| 162   | Флаг Беларуси       |            | Василий Фёдорович Сумарев                | художник-живописец, член общественного объединения «Белорусский союз художников»                                                                              | 30 августа 2012 года | — 2012 г., 1/13724 394                     | За многолетний плодотворный труд, образцовое выполнение служебных обязанностей, обеспечение соблюдения законности и укрепление правопорядка, значительный личный вклад в достижение высоких производственных показателей, заслуги в развитии внешней торговли, сферы бытового обслуживания, изобразительного и театрального искусства, системы образования и спорта          |
| 163   | Флаг Беларуси       |            | Фёдор Яковлевич Балабайка                | ассистент балетмейстера государственного учреждения «Белорусский государственный заслуженный хореографический ансамбль «Хорошки»                              | 1 октября 2012 года  | — 2012 г., 1/13793 447                     | За многолетний плодотворный труд, образцовое выполнение должностных обязанностей, значительный личный вклад в достижение высоких производственных показателей в промышленности, сельском хозяйстве, заслуги в развитии журналистики, хореографического и музыкального искусства, системы образования, культуры и спорта                                                      |
| 164   | Флаг Беларуси       |            | Вячеслав Петрович Рагойша                | заведующий кафедры теории литературы Белорусского государственного университета                                                                               | 8 ноября 2012 года   | — 2012 г., 1/13873 500                     | За многолетний плодотворный труд, образцовое выполнение служебных обязанностей, достижение высоких производственных показателей в металлургической промышленности, заслуги в развитии строительной отрасли, энергетической системы, сферы бытового и торгового обслуживания, образования и культуры                                                                          |

## За 2013 год
Число награждённых — 9 человек.
| № п/п | Стра на       | Фотография | Фамилия Имя Отчество            | Должность либо профессия на момент награждения | Дата награждения      | Номер Указа Президента Республики Беларусь | За что награждён |
| ----- | ------------- | ---------- | ------------------------------- | --- | --------------------- | ------------------------------------------ | --- |
| 165   | Флаг Беларуси |            | Яков Михайлович Лобович         | генеральный директор учреждения культуры «Заслуженный коллектив Республики Беларусь «Зрелищно-культурный комплекс «Гомельский государственный цирк»                                                          | 4 февраля 2013 года   | — 2013 г., 1/14059 62                      | За многолетний плодотворный труд, образцовое выполнение должностных обязанностей, значительный личный вклад в достижение высоких производственных показателей в сельском хозяйстве, заслуги в развитии строительной отрасли, сферы технической инвентаризации объектов недвижимого имущества, белорусской журналистики и отечественной литературы, системы образования и культуры                                                  |
| 166   | Флаг Беларуси |            | Дмитрий Брониславович Смольский | профессор кафедры композиции учреждения образования «Белорусская государственная академия музыки» | 15 апреля 2013 года   | — 2013 г., 1/14216 189                     | За многолетний плодотворный труд, образцовое выполнение должностных обязанностей, высокое профессиональное мастерство, значительный личный вклад в охрану животного и растительного мира, развитие строительного комплекса, банковских услуг, энергетической системы, железнодорожного транспорта, порошковой металлургии и машиностроения, достижения в области образования, музыкального искусства, физической культуры и спорта |
| 167   | Флаг Беларуси |            | Адам Иосифович Мальдис          | методист отдела международной и социально-культурной деятельности государственного учреждения образования «Институт культуры Беларуси»                                                                       | 27 мая 2013 года      | — 2013 г., 1/14288 238                     | За За многолетний плодотворный труд, образцовое выполнение должностных обязанностей и высокое профессиональное мастерство, значительный личный вклад в обеспечение обороноспособности и экономической безопасности страны, оказание медицинской помощи населению, развитие науки и промышленности, железнодорожного транспорта, лесного хозяйства и строительного комплекса, достижения в области образования, культуры и спорта   |
| 168   | Флаг Беларуси |            | Виктор Александрович Громыко    | художник-живописец, член общественного объединения «Белорусский союз художников» | 20 июня 2013 года     | — 2013 г., 1/14350 279                     | За многолетний плодотворный труд, образцовое выполнение должностных обязанностей и высокое профессиональное мастерство, значительный личный вклад в реализацию шосударственной пограничной политики, оказание медицинской помощи населению, развитие сельской, жилищно-коммунальной, дорожного хозяйства, достижения в области образования, науки, культуры и спорта                                                               |
| 169   | Флаг Беларуси |            | Дмитрий Михайлович Демичев      | заведующий кафедрой теории и истории права учреждения образования «Белорусский государственный экономический университет»                                                                                    | 20 июня 2013 года     | — 2013 г., 1/14350 279                     | За многолетний плодотворный труд, образцовое выполнение должностных обязанностей и высокое профессиональное мастерство, значительный личный вклад в реализацию шосударственной пограничной политики, оказание медицинской помощи населению, развитие сельской, жилищно-коммунальной, дорожного хозяйства, достижения в области образования, науки, культуры и спорта                                                               |
| 170   | Флаг Беларуси |            | Леонид Александрович Дударенко  | художник-живописец, член общественного объединения «Белорусский союз художников» | 20 июня 2013 года     | — 2013 г., 1/14350 279                     | За многолетний плодотворный труд, образцовое выполнение должностных обязанностей и высокое профессиональное мастерство, значительный личный вклад в реализацию шосударственной пограничной политики, оказание медицинской помощи населению, развитие сельской, жилищно-коммунальной, дорожного хозяйства, достижения в области образования, науки, культуры и спорта                                                               |
| 171   | Флаг Беларуси |            | Светлана Ивановна Суховей       | ведущий мастер сцены театра-студии киноактёра республиканского унитарного предприятия «Национальная киностудия «Беларусьфильм»                                                                               | 10 сентября 2013 года | — 2013 г., 1/14516 422                     | За многолетний плодотворный труд, образцовое выполнение должностных обязанностей и высокое профессиональное мастерство, большой личный вклад в развитие системы гражданской авиации, строительной отрасли и нефтяной промышленности, организацию оказания медицинской помощи населению, значимые достижения в сфере образования, науки, культуры и искусства:                                                                      |
| 172   | Флаг Беларуси |            | Александр Евгеньевич Крамко     | артист оркестра высшей категории Национального академического народного оркестра Республики Беларусь имени И. Жиновича учреждения «Белорусская государственная ордена Трудового Красного Знамени филармония» | 3 декабря 2013 года   | — 2013 г., 1/14657 536                     | За многолетний плодотворный труд, образцовое исполнение должностных обязанностей и высокое профессиональное мастерство, достижение высоких производственных показателей в области машиностроения и легкой промышленности, совершенствование налоговой системы и реализацию государственной информационной политики, большой личный вклад в развитие средств связи, сферы образования, культуры, искусства и спорта                 |
| 173   | Флаг Беларуси |            | Владимир Геннадьевич Радзивилов | артист разговорного жанра высшей категории концертно-гастрольного отдела учреждения «Белорусская государственная ордена Трудового Красного Знамени филармония»                                               | 3 декабря 2013 года   | — 2013 г., 1/14657 536                     | За многолетний плодотворный труд, образцовое исполнение должностных обязанностей и высокое профессиональное мастерство, достижение высоких производственных показателей в области машиностроения и легкой промышленности, совершенствование налоговой системы и реализацию государственной информационной политики, большой личный вклад в развитие средств связи, сферы образования, культуры, искусства и спорта                 |

## За 2014 год
Число награждённых — 8 человек.
| № п/п | Стра на           | Фотография | Фамилия Имя Отчество                                            | Должность либо профессия на момент награждения | Дата награждения                                      | Номер Указа Президента Республики Беларусь | За что награждён |
| ----- | ----------------- | ---------- | --------------------------------------------------------------- | --- | ----------------------------------------------------- | ------------------------------------------ | --- |
| 174   | Флаг Беларуси     |            | Борис Васильевич Борисёнок                                      | артист, ведущий мастер сцены государственного учреждения «Белорусский республиканский театр юного зрителя» | 4 февраля 2014 года                                   | — 2013 г., 1/14814 65                      | За многолетний плодотворный труд, образцовое исполнение должностных обязанностей и высокое профессиональное мастерство, значительный личный вклад в развитие энергетической системы, лесного и жилищно-коммунального хозяйства, здравоохранения, достижения в области образования, искусства и культуры |
| 175   | Флаг Беларуси     |            | Михаил Иванович Вишневский                                      | первый проректор учреждения образования «Могилёвский государственный университет имени А. А. Кулешова» | 4 февраля 2014 года                                   | — 2013 г., 1/14814 65                      | За многолетний плодотворный труд, образцовое исполнение должностных обязанностей и высокое профессиональное мастерство, значительный личный вклад в развитие энергетической системы, лесного и жилищно-коммунального хозяйства, здравоохранения, достижения в области образования, искусства и культуры |
| 176   | Флаг России       |            | Владимир Теодорович Спиваков                                    | художественный руководитель и главный дирижёр Государственного камерного оркестра «Виртуозы Москвы», президент государственного учреждения культуры г. Москвы «Московский международный дом музыки»                                                               | 24 февраля 2014 года (отказался 12 августа 2020 года) | — 2014 г., 1/14848 95                      | За значительный личный вклад в развитие и популяризацию классического искусства, большие заслуги в укреплении культурных связей между Российской Федерацией и Республикой Беларусь |
| 177   | Флаг Беларуси     |            | Зоя Васильевна Литвинова                                        | член общественного объединения «Белорусский союз художников» | 14 апреля 2014 года                                   | — 2014 г., 1/14943 166                     | За многолетний плодотворный труд, образцовое исполнение должностных обязанностей, достижение высоких показателей в промышленности, строительстве и научной деятельности, совершенствование энергетической системы и реализацию государственной информационной политики, большой личный вклад в развитие здравоохранения, транспортных услуг, образования, культуры, искусства, физической культуры и спорта                                     |
| 178   | Флаг Азербайджана |            | Аллахшукюр Гуммет оглы Пашазаде Allahşükür Hümmət oğlu Paşazadə | председатель Руководства мусульман Кавказа, сопредседатель Межрелигиозного совета Содружества Независимых Государств, председатель Консультативного совета мусульман Содружества Независимых Государств, председатель Высшего религиозного совета народов Кавказа | 1 сентября 2014 года                                  | — 2014 г., 1/15260 427                     | За значительный личный вклад в развитие белорусско-азербайджанского межгосударственного диалога, деятельность по расширению торгово-экономических и культурных связей между Республикой Беларусь и Азербайджанской Республикой, укрепление межконфессионального согласия |
| 179   | Флаг Беларуси     |            | Вячеслав Алексеевич Шаршунов                                    | ректор учреждения образования «Могилёвский государственный университет продовольствия» | 13 ноября 2014 года                                   | — 2014 г., 1/15404 528                     | За многолетний плодотворный труд, образцовое исполнение должностных обязанностей, личное мужество и отвагу, проявленные в борьбе с преступностью и при ликвидации чрезвычайных ситуаций, значительный вклад в патриотическое воспитание молодёжи, достижение высоких производственных показателей в автомобилестроении, строительстве, промышленности и сельском хозяйстве, заслуги в развитии науки, образования, искусства, культуры и спорта |
| 180   | Флаг России       |            | Михаил Борисович Пиотровский                                    | генеральный директор федерального государственного бюджетного учреждения культуры «Государственный Эрмитаж» | 3 декабря 2014 года                                   | — 2014 г., 1/15441 562                     | За значительный личный вклад в укрепление и развитие культурных связей между Республикой Беларусь и Российской Федерацией |
| 181   | Флаг Беларуси     |            | Василий Денисович Старичёнок                                    | декан факультета белорусской и русской филологии учреждения образования «Белорусский государственный педагогический университет имени Максима Танка» | 3 декабря 2014 года                                   | — 2014 г., 1/15446 561                     | За многолетний плодотворный труд, образцовое исполнение должностных обязанностей, достижение высоких производственных показателей в промышленности и строительстве, значительный личный вклад в развитие научной деятельности, гражданской авиации, средств связи, сферы здравоохранения, образования, искусства, культуры и спорта |

## За 2015 год
Число награждённых — 13 человек.
| № п/п | Стра на       | Фотография | Фамилия Имя Отчество                                   | Должность либо профессия на момент награждения | Дата награждения      | Номер Указа Президента Республики Беларусь | За что награждён |
| ----- | ------------- | ---------- | ------------------------------------------------------ | --- | --------------------- | ------------------------------------------ | --- |
| 182   | Флаг Беларуси |            | Ольга Михайловна Денисова                              | ведущий мастер сцены государственного учреждения «Национальный академический драматический театр имени М. Горького» | 22 апреля 2015 года   | — 2015 г., 1/15757 170                     | За многолетнюю плодотворную работу, образцовое выполнение должностных обязанностей, значительный вклад в обеспечение обороноспособности и экономической безопасности страны, подготовку Договора о Евразийском экономическом союзе, достижение высоких производственных показателей в промышленности и сельском хозяйстве, заслуги в развитии транспортной отрасли, социальной сферы, науки, образования, искусства, культуры и спорта |
| 183   | Флаг России   |            | Андрей Вячеславович Круглов                            | заместитель председателя правления — начальник финансово-экономического департамента открытого акционерного общества «Газпром», председатель совета директоров совместного белорусско-российского открытого акционерного общества «Белгазпромбанк» | 1 июня 2015 года      | — 2015 г., 1/15831 225                     | За значительный личный вклад в укрепление и развитие белорусско-российских культурных связей |
| 184   | Флаг Беларуси |            | Юрий Пантелеймонович Зуев                              | член Витебской областной организации общественного объединения «Белорусский союз художников» | 18 июня 2015 года     | — 2015 г., 1/15855 248                     | За многолетний плодотворный труд, образцовое исполнение должностных обязанностей, достижение высоких производственных показателей, заслуги в развитии строительной отрасли, науки, здравоохранения, образования, искусства, культуры и спорта |
| 185   | Флаг Беларуси |            | Евгений Николаевич Сакович                             | заместитель директора по учебной работе учреждения образования «Минская государственная гимназия-колледж искусств» | 18 июня 2015 года     | — 2015 г., 1/15855 248                     | За многолетний плодотворный труд, образцовое исполнение должностных обязанностей, достижение высоких производственных показателей, заслуги в развитии строительной отрасли, науки, здравоохранения, образования, искусства, культуры и спорта |
| 186   | Флаг Польши   |            | Александр Андреевич Борщевский Aleksander Barszczewski | профессор кафедры белорусской филологии Варшавского университета | 10 сентября 2015 года | — 2015 г., 1/16017 390                     | За активную деятельность по популяризации белорусской культуры, языка и литературы, значительный личный вклад в развитие межкультурных связей и укрепление добрососедских отношений между Республикой Беларусь и Республикой Польша |
| 187   | Флаг Польши   |            | Виктор Никитович Швед Wiktor Szwed                     | поэт, переводчик, публицист и общественный деятель | 10 сентября 2015 года | — 2015 г., 1/16017 390                     | За активную деятельность по популяризации белорусской культуры, языка и литературы, значительный личный вклад в развитие межкультурных связей и укрепление добрососедских отношений между Республикой Беларусь и Республикой Польша |
| 188   | Флаг России   |            | Владислав Александрович Фронин                         | главный редактор федерального государственного бюджетного учреждения «Редакция «Российской газеты» | 24 сентября 2015 года | — 2015 г., 1/16032 403                     | За значительный личный вклад в создание единого информационного пространства и развитие белорусско-российского сотрудничества в области журналистики |
| 189   | Флаг Беларуси |            | Маргарита Наимовна Касымова                            | профессор кафедры режиссуры кино и телевидения учреждения образования «Белорусская государственная академия искусств» | 2 октября 2015 года   | — 2015 г., 1/16047 411                     | За многолетний плодотворный труд, образцовое исполнение должностных обязанностей, личное мужество и отвагу, проявленные в борьбе с преступностью и при ликвидации чрезвычайных ситуаций, заслуги в совершенствовании налоговой системы, в развитии нефтяной промышленности, сельского и лесного хозяйства, строительной отрасли, науки, охраны здоровья, образования, искусства, культуры и спорта                                     |
| 190   | Флаг Беларуси |            | Николай Петрович Кузьмич                               | художник декоративно-прикладного искусства, член общественного объединения «Белорусский союз художников» | 2 октября 2015 года   | — 2015 г., 1/16047 411                     | За многолетний плодотворный труд, образцовое исполнение должностных обязанностей, личное мужество и отвагу, проявленные в борьбе с преступностью и при ликвидации чрезвычайных ситуаций, заслуги в совершенствовании налоговой системы, в развитии нефтяной промышленности, сельского и лесного хозяйства, строительной отрасли, науки, охраны здоровья, образования, искусства, культуры и спорта                                     |
| 191   | Флаг Беларуси |            | Борис Борисович Цитович                                | научный сотрудник государственного учреждения «Вилейский краеведческий музей» | 2 октября 2015 года   | — 2015 г., 1/16047 411                     | За многолетний плодотворный труд, образцовое исполнение должностных обязанностей, личное мужество и отвагу, проявленные в борьбе с преступностью и при ликвидации чрезвычайных ситуаций, заслуги в совершенствовании налоговой системы, в развитии нефтяной промышленности, сельского и лесного хозяйства, строительной отрасли, науки, охраны здоровья, образования, искусства, культуры и спорта                                     |
| 192   | Флаг России   |            | Виктор Яковлевич Дробыш                                | композитор | 23 октября 2015 года  | — 2015 г., 1/16079 440                     | За преданность родной земле, высокий уровень творчества, значительный личный вклад в развитие и укрепление белорусско-российских культурных связей |
| 193   | Флаг России   |            | Альберт Анатольевич Лиханов                            | президент Союза общественных фондов «Международная ассоциация детских фондов» (г. Москва), председатель Общероссийского общественного благотворительного фонда «Российский детский фонд»                                                           | 4 ноября 2015 года    | — 2015 г., 1/16091 449                     | За большие заслуги в гуманитарной и благотворительной деятельности в Республике Беларусь |
| 194   | Флаг Беларуси |            | Иван Иванович Канус                                    | профессор кафедры анестезиологии и реаниматологии государственного учреждения образования «Белорусская медицинская академия последипломного образования»                                                                                           | 26 ноября 2015 года   | — 2015 г., 1/16124 476                     | За многолетнюю плодотворную работу, образцовое выполнение должностных обязанностей, значительный личный вклад в укрепление авторитета государства на международной арене, развитие строительной отрасли, лёгкой промышленности и сельского хозяйства, достижения в научной и педагогической деятельности, сферы здравоохранения, культуры и спорта                                                                                     |

## За 2016 год
Число награждённых — 14 человек.
| № п/п | Стра на             | Фотография | Фамилия Имя Отчество                                | Должность либо профессия на момент награждения | Дата награждения      | Номер Указа Президента Республики Беларусь | За что награждён |
| ----- | ------------------- | ---------- | --------------------------------------------------- | --- | --------------------- | ------------------------------------------ | --- |
| 195   | Флаг Беларуси       |            | Тадеуш Антонович Кокштыс                            | ведущий мастер сцены государственного учреждения «Национальный академический драматический театр имени Якуба Коласа»                                                                           | 28 января 2016 года   | — 2016 г., 1/16258 32                      | За многолетний плодотворный труд, образцовое исполнение должностных обязанностей, достижение высоких производственных показателей в химической промышленности и сельском хозяйстве, заслуги в развитии строительной отрасли, средств связи, здравоохранения, образования, искусства, культуры и спорта |
| 196   | Флаг Беларуси       |            | Владимир Геннадьевич Петров                         | артист-вокалист (солист) — ведущий мастер сцены государственного театрально-зрелищного учреждения «Национальный академический Большой театр оперы и балета Республики Беларусь»                | 28 января 2016 года   | — 2016 г., 1/16258 32                      | За многолетний плодотворный труд, образцовое исполнение должностных обязанностей, достижение высоких производственных показателей в химической промышленности и сельском хозяйстве, заслуги в развитии строительной отрасли, средств связи, здравоохранения, образования, искусства, культуры и спорта |
| 197   | Флаг Польши         |            | Ян Сычевский Jan Syczewski                          | председатель главного правления Белорусского общественно-культурного общества в Польше | 17 февраля 2016 года  | — 2016 г., 1/16283 57                      | За значительный личный вклад в популяризацию культурного наследия белорусского народа за рубежом и укрепление добрососедских отношений между Республикой Беларусь и Республикой Польша |
| 198   | Флаг Польши         |            | Валентина Ласкевич Walentyna Laskiewicz             | секретарь главного правления Белорусского общественно-культурного общества в Польше | 17 февраля 2016 года  | — 2016 г., 1/16283 57                      | За значительный личный вклад в популяризацию культурного наследия белорусского народа за рубежом и укрепление добрососедских отношений между Республикой Беларусь и Республикой Польша |
| 199   | Флаг Новой Зеландии |            | Хелен Кларк Helen Clark                             | Заместитель Генерального секретаря Организации Объединённых Наций, Администратор Программы развития Организации Объединённых Наций                                                             | 18 апреля 2016 года   | — 2016 г., 1/16378 145                     | За значительный личный вклад в развитие сотрудничества между Республикой Беларусь и Организацией Объединённых Наций по проведению комплексной реабилитации и обеспечению устойчивого развития районов, пострадавших в результате катастрофы на Чернобыльской АЭС |
| 200   | Флаг Турции         |            | Джихан Султаноглу Cihan Sultanoğlu                  | помощник Генерального секретаря Организации Объединённых Наций, помощник Администратора Программы развития Организации Объединённых Наций, директор регионального бюро по странам Европы и СНГ | 18 апреля 2016 года   | — 2016 г., 1/16378 145                     | За значительный личный вклад в развитие сотрудничества между Республикой Беларусь и Организацией Объединённых Наций по проведению комплексной реабилитации и обеспечению устойчивого развития районов, пострадавших в результате катастрофы на Чернобыльской АЭС |
| 201   | Флаг Беларуси       |            | Виктор Петрович Тарантей                            | заведующий кафедрой педагогики и социальной работы учреждения образования «Гродненский государственный университет имени Янки Купалы»                                                          | 24 июня 2016 года     | — 2016 г., 1/16492 231                     | За многолетнюю плодотворную работу, выдающиеся достижения в профессиональной деятельности, значительный личный вклад в подготовку высококвалифицированных специалистов |
| 202   | Флаг Украины        |            | Оксана Витальевна Антонюк Оксана Віталіївна Антонюк | режиссёр-постановщик, ведущая концертных и фестивальных программ Заслуженного академического ансамбля песни и танца Вооружённых Сил Украины                                                    | 11 июля 2016 года     | — 2016 г., 1/16532 262                     | За значительный личный вклад в укрепление и развитие белорусско-украинских культурных связей |
| 203   | Флаг России         |            | Сергей Савельевич Петров                            | режиссёр, сценарист, продюсер (г. Москва) | 11 июля 2016 года     | — 2016 г., 1/16533 263                     | За значительный личный вклад в укрепление и развитие белорусско-российских культурных связей |
| 204   | Флаг Беларуси       |            | Елена Борисовна Спиридович                          | корреспондент специального отдела редакторов главной дирекции подготовки телепрограмм генерального продюсерского центра Национальной государственной телерадиокомпании                         | 12 июля 2016 года     | — 2016 г., 1/16536 264                     | За многолетнюю плодотворную работу, высокий профессионализм, личный вклад в развитие и популяризацию национальной культуры |
| 205   | Флаг Беларуси       |            | Сергей Валентинович Франковский                     | артист-вокалист (солист) — ведущий мастер сцены государственного театрально-зрелищного учреждения «Национальный академический Большой театр оперы и балета Республики Беларусь»                | 28 сентября 2016 года | — 2016 г., 1/16657 352                     | За многолетний плодотворный труд, образцовое исполнение должностных обязанностей, достижение высоких производственных показателей в области прибора- и машиностроения, значительный личный вклад в укрепление межнациональных отношений, развитие белорусского журналистики, дорожного и лесного хозяйства, научно-педагогической деятельности, сферы образования, искусства, культуры и спорта                                                  |
| 206   | Флаг России         |            | Анастасия Петровна Оситис                           | президент Благотворительного фонда святых равноапостольных Константина и Елены | 11 ноября 2016 года   | — 2016 г., 1/16735 414                     | За значительный личный вклад в укрепление мира, дружелюбных отношений и сотрудничества между Российской Федерацией и Республикой Беларусь, а также в осуществление международной благотворительной и гуманитарной деятельности |
| 207   | Флаг Беларуси       |            | Александр Александрович Соловьёв                    | художник-живописец, член общественного объединения «Белорусский союз художников» | 24 ноября 2016 года   | — 2016 г., 1/16749 427                     | За многолетний плодотворный труд, образцовое исполнение должностных обязанностей, мужество и отвагу, проявленные при спасении людей, достижение высоких производственных показателей в промышленности и строительстве, сельском и лесном хозяйстве, значительный личный вклад в развитие отрасли научных исследований, энергетической системы, сферы образования, здравоохранения, бытового обслуживания населения, искусства, культуры и спорта |
| 208   | Флаг Беларуси       |            | Александр Григорьевич Тиханович                     | главный режиссёр, генеральный продюсер общества с ограниченной ответственностью «Профиартвидеон»                                                                                               | 24 ноября 2016 года   | — 2016 г., 1/16749 427                     | За многолетний плодотворный труд, образцовое исполнение должностных обязанностей, мужество и отвагу, проявленные при спасении людей, достижение высоких производственных показателей в промышленности и строительстве, сельском и лесном хозяйстве, значительный личный вклад в развитие отрасли научных исследований, энергетической системы, сферы образования, здравоохранения, бытового обслуживания населения, искусства, культуры и спорта |